# Ola Isacsson
Ola Isacsson, född 8 december 1885 i Östra Sönnarslövs församling, död 9 maj 1945 i Norra Åsums församling, var en svensk kvarnarbetare och politiker (socialdemokrat).
Isacsson var ledamot av riksdagens andra kammare från 1922-28 och 1932-45. Han var även landstingsman från 1926.